# Đơn vị hành chính cấp hạt của Nhật Bản
Đơn vị hành chính cấp hạt là đơn vị hành chính địa phương cấp cơ sở của Nhật Bản. Cấp này được thành lập từ năm 1882. Các đơn vị hành chính cấp hạt gồm ba loại: thành phố (市 shi), thị trấn (町 cho, machi), làng (村 mura, son). Ngoài ra, mỗi khu trong Các khu đặc biệt của Tokyo cũng là một đơn vị hành chính cấp hạt. Cấp hành chính chính thức ngay trên đơn vị hành chính cấp hạt là tỉnh.
Theo kế hoạch, đến ngày 31 tháng 3 năm 2007, Nhật Bản có 1.804 đơn vị hành chính cấp hạt.

## Thành phố
Ở Nhật Bản có 782 thành phố. Các thành phố lại được chia làm bốn loại:
- thành phố chính lệnh chỉ định,
- thành phố trung tâm,
- thành phố đặc biệt, và
- thành phố.

## Các khu đặc biệt của Tokyo
Tokyo có 23 khu hành chính đặc biệt. Mỗi khu này là một đơn vị hành chính cấp hạt.

## Thị trấn
Ở Nhật Bản có 827 thị trấn. Đây là những đô thị ở vùng sâu và xa của mỗi tỉnh. Chú ý là ngay trong các thành phố có những khu mà tiếng Nhật cũng gọi là machi hoặc cho, song đấy lại không phải là thị trấn- đơn vị hành chính cấp hạt.

## Làng
Làng là đơn vị hành chính cấp hạt ở khu vực nông thôn của Nhật Bản. Ở Nhật Bản có 195 làng. Có một điều đặc biệt là tới 6 tỉnh không có làng. Và, có 5 tỉnh chỉ có một làng ở mỗi tỉnh.

## Sáp nhập các đơn vị hành chính cấp hạt
Ở Nhật Bản có xu hướng sáp nhập một vài đơn vị hành chính cấp hạt liền kề nhau thành một đơn vị cấp hạt có quy mô (dân số, diện tích) lớn hơn. Xu hướng này diễn ra liên tục  kể từ khi cấp hạt được thành lập. Tuy nhiên, vào các thời kỳ Minh Trị, Showa và hiện nay có các đợt sáp nhập hàng loạt.